# 鲨油醇
鲨油醇（英語：Selachyl alcohol）是一种有机化合物，化学式为C21H42O3，为无色油状液体。在结构上是由甘油中一个伯醇羟基与油醇形成的单醚。S-鲨油醇连同S-鲨肝醇、S-鲛肝醇共同构成一些细胞脂质膜的成分。鲨油醇在叶鳞尖鳍鲛（学名：Centrophorus squamosus）的鱼肝中发现' ，其英文名中的"elachyl"源自鲨鱼所在的鲨总目学名"Selachimorpha"。鲨油醇作为甘油醚的一种，不能发生皂化反应。